# Toon Car
Toon Car est un jeu vidéo de course de voitures délirantes.
Il se joue sous Windows.

## Accueil
- Eurogamer : 1/10[1]